# لويجي راديشي
لويجي راديشي (Luigi Radice) ؛(تشيزانو ماديرنو، 15 يناير 1935)، لاعب كرة قدم إيطالي سابق ومدرب كرة قدم إيطالي سابق.
لعب خلال مسيرته الكروية مع أندية إيه سي ميلان وترييستينا وبادوفا. وقد لعب مع منتخب إيطاليا لكرة القدم، وقد شارك معهم في كأس العالم لكرة القدم 1962.
بدأ مسيرته التدريبية مع فيورنتينا في موسم 1973/1974، ودرب كالياري في عام 1975، ودرب تورينو في عام 1975، ودربهم حتى عام 1980، وفي موسم 1980/1981 درب نادي بولونيا وفي موسم 1981/1982 درب نادي إيه سي ميلان، وفي موسم 1983/1984 درب نادي إنتر ميلان، وفي عام1984 درب تورينو، ودربهم حتى عام 1989، وفي موسم 1989/1990 درب نادي روما، وفي موسم 1990/1991 درب نادي بولونيا، وفي عام 1991 انتقل إلى تدريب نادي فيورنتينا، ودربهم حتى عام 1993، وفي موسم 1993/1994 درب نادي كالياري، وفي موسم 1995/1996 درب نادي جنوى.

## مسيرته الكروية
لعب لويجي راديشي خلال مسيرته الاحترافية مع 3 أندية في أحد عشر موسمًا وسجل خلالها هدفًا واحدًا ضمن 130 مباراة. ولم يفز بأي موسم بالكأس وفاز في ثلاثة مواسم بالدوري.
خاض لويجي راديشي مسيرته مع نادي إيه سي ميلان في موسم 1955–56 في المرة الأولى ليلعب معه خمسة مواسم ثم في موسم 1961–62 ليلعب معه أربعة مواسم، مشاركًا طوالها في 75 مباراة سجل خلالها هدفًا واحدًا. ثم انتقل إلى نادي تريستينا في موسم 1959–60 لمدة موسم واحد، حيث شارك في 31 مباراة ولم يسجل أي هدف. لينتقل بعدها إلى نادي بادوفا في موسم 1960–61 لمدة موسم واحد، مشاركًا في 24 مباراة ولم يسجل أي هدف أيضًا.

## روابط خارجية
- لويجي راديشي على موقع الاتحاد الدولي (مؤرشف)  (الإنجليزية)
- لويجي راديشي على موقع قاعدة بيانات كرة القدم.إي يو (الإنجليزية)
- لويجي راديشي على موقع ناشيونال فوتبول تيمز (الإنجليزية)
- لويجي راديشي على موقع عالم كرة القدم.نت (الإنجليزية)